# GP Gippingen 2025
De 61e editie van de wielerwedstrijd GP Gippingen, voorheen GP Kanton Aargau geheten, vond plaats op 13 juni 2025. De 155 deelnemers moesten een parcours van 173,8 kilometer in en rond Leuggern afleggen. De wedstrijd maakte deel uit van de UCI Europe Tour, met de categorie 1.1. De Amerikaan Neilson Powless won de wedstrijd, voor de Belg Thibau Nys en Jan Christen uit Zwitersland.

## Parcours
Na de start in Leuggern moesten vier plaatselijke rondes worden verreden. Na die vier rondes werd de lus vergroot, waarna de ronde met daarin de Rotberg zevenmaal moest worden gedaan alvorens weer in de startplaats werd gefinisht.

## Uitslag
| Plaats  | Naam                | Ploeg                             | Tijd     |
| ------- | ------------------- | --------------------------------- | -------- |
| Winnaar | Neilson Powless     | EF Education-EasyPost             | 4u09'17" |
| 2       | Thibau Nys          | Lidl-Trek                         | + 4"     |
| 3       | Jan Christen        | Zwitserland                       | + 7"     |
| 4       | Mauro Schmid        | Jayco AlUla                       | + 8"     |
| 5       | Clément Champoussin | XDS Astana                        | + 10"    |
| 6       | Florian Stork       | Tudor                             | + 17"    |
| 7       | Felix Engelhardt    | Jayco AlUla                       | + 19"    |
| 8       | Diego Ulissi        | XDS Astana                        | + 21"    |
| 9       | Vincenzo Albanese   | EF Education-EasyPost             | z.t.     |
| 10      | Andrea Bagioli      | Lidl-Trek                         | + 22"    |
| 11      | Marius Mayrhofer    | Tudor                             | z.t.     |
| 12      | Nicolò Buratti      | Bahrain Victorious                | z.t.     |
| 13      | Lorenzo Quartucci   | Solution Tech-Vini Fantini        | z.t.     |
| 14      | Fabio Christen      | Q36.5                             | z.t.     |
| 15      | Arjen Livyns        | Lotto                             | z.t.     |
| 16      | Roger Adrià         | Red Bull-BORA-hansgrohe           | + 23"    |
| 17      | Georg Zimmermann    | Intermarché-Wanty                 | + 24"    |
| 18      | Brent Van Moer      | Lotto                             | z.t.     |
| 19      | Jonas Rutsch        | Intermarché-Wanty                 | + 25"    |
| 20      | Nicolas Breuillard  | St Michel-Preference Home-Auber93 | z.t.     |
|         |                     |                                   |          |
| 29      | Max van der Meulen  | Bahrain Victorious                | + 1'44"  |